# 弗雷德里克·奧姆斯特德
弗雷德里克·劳·奥姆斯德（英語：Frederick Law Olmsted；1822年4月26日—1903年8月28日）是一位美国景观设计师、记者、社会评论家和公共行政人员。他也被大众认定为美国的景觀設計之父。奥姆斯德和他的前辈合伙人卡尔弗特·沃克斯共同设计了许多家喻户晓的都市公园。奥姆斯德的其中一个早期作品包括为康涅狄格州的新不列颠设计了一座胡桃山公园。随后他也设计了举世闻名的纽约市的中央公園和展望公园，以及新泽西州特伦顿的卡瓦拉德公园。他在19世纪晚期成立了一个景观设计和规划咨询公司，并由其两位儿子小弗雷德里克和约翰查尔斯以“奥姆斯德兄弟”的称号扩展事业。
其他由奥姆斯德参与的项目包括美国国内首个也是最古老的公园和公园道协调系统，位于纽约市水牛城；最早的州立公园－纽约州尼亚加拉瀑布城的尼亚拉加瀑布；美国最早的规划社区之一，伊利诺伊州的里弗赛德（Riverside，河边）；加拿大魁北克省最大城市蒙特利尔的皇家山公园；康涅狄格州哈特福德的生活研究所；麻省波士顿的绿宝石项链；纽约州罗彻斯特的高原公园；密歇根州底特律河边的美女岛公园；威斯康辛州密尔沃基的大项链公园；肯塔基州路易威尔的切诺基公园以及公和大公园的公园道系统；麻省斯普林菲尔德，占地735-英畝（297-公頃）的 森林公园，也是美国首个附有公共浅水池的公园；北卡罗来纳州阿什维尔比特摩爾莊園内的乔治华盛顿范德比尔特二世；加利福尼亞大學柏克萊分校、缅因大学和帕羅奧圖附近的史丹佛大学，以及劳伦斯维尔学校的总体规划；以及安大略省圣凯瑟琳斯的蒙特贝罗公园。他于芝加哥的项目包括杰克逊公园；华盛顿公园；1893年芝加哥哥伦布纪念博览会的大道乐园；芝加哥南部的“翡翠项链”林荫道环，以及芝加哥大学的校园。他也曾为华盛顿特区国会大厦的周边景观进行设计。
奥姆斯德的景观工程品質得到了他的代理人的认可，并使他得到了许多著名的委托工程。丹尼尔·伯纳姆曾表示“他在湖泊和树木繁茂的山坡上作画；在草坪、河岸和被森林覆盖的山丘上作画；在山坡上和海景下……"他的作品，尤其是中央公园，为美国的景观设计树立了卓越的标准，并深深影响了该国的各种景观建筑。他同时也是自然保育運動早期的活动家之一，其中就包括了他在尼亚加拉瀑布所进行的工作；纽约州北部的阿迪朗达克地区；以及国家公园系统；尽管鲜为人知，但他也在南北战争中为联合军组织提供了医疗服务，发挥了关键作用。

## 生平

### 早期生活与教育
奥姆斯德于1822年4月26日在康涅狄格州的哈特福出世。他的父亲约翰·奥姆斯德是一位富有的商人，并对自然、人物及地方都充满了兴趣；他和弟弟约翰·赫尔也和父亲一样对这些领域感兴趣。他的妈妈夏洛特·赫尔则在他4岁生日时就不幸离开人世。也因此他的父亲于1827年与玛丽·安·布尔再婚，玛丽和他父亲一样，也对大自然感兴趣，并且对此另有一番品味。奥姆斯德宗族是在1600年早期从英格兰的埃塞克斯郡移民而来。
当值少年的奥姆斯德准备就读耶鲁学院时，漆树中毒使他的眼睛受到影响，迫使他不得不放弃这个计划。在就职学徒海员、商人和记者之后，奥姆斯德于1848年1月在纽约史泰登岛南岸的一个125英亩的农场定居，他的父亲也协助他收购了这个农场。该农场最初名为Akerly Homestead，后来被奥姆斯德改名为Tosomock农场。之后的持有者埃拉斯特斯·维曼则将农场重新命名为“阿尔登森林”。（奥姆斯德的故居仍然屹立在“阿尔登森林”路附近的海兰大道4515号）

### 婚姻与家庭
1859年6月13日，奥姆斯德与他的哥哥约翰（于1857年去世）的遗孀玛丽·克利夫兰结婚。纽约时任市长丹尼尔·法西特·蒂曼主持了婚礼。他也收养了她的三个孩子（也是他的侄子和侄女），分别为约翰·查尔斯·奥姆斯德（1852年出世）、夏洛特·奥姆斯德（后来嫁给布莱恩特）和欧文·奥姆斯德。弗雷德里克和玛丽还育有两名孩子，并健康地度过了婴儿时期，分别为女儿马里恩（1861年10月28日出世）和儿子小弗雷德里克·奥姆斯德（1870年出世）。他们首个孩子约翰·西奥多·奥姆斯德虽然于6月13日就出生了，不过在1860年的婴儿时期不幸去世。

## 事业

### 记者
奥姆斯德在新闻界占有一席之位。1850年时他到英格兰的公共花园探访，并被约瑟夫·帕克斯顿所创作的伯肯黑德公园感到印象深刻，他便在1982年写了一个名为“在英格兰的美国农民游记”的日志，使他在之后获得更多的工作机会。
也因他对奴隶制经济感兴趣，因此《纽约每日时报》（今《纽约时报》 ）委托他于1852至1857年期间到美洲南部和德克萨斯州进行实地考察。这些时代派遣他搜查的记录在之后被分为三卷出版，分别为《海滨奴隶国度之旅》（A Journey in the Seaboard Slave States，1856年） ，《穿越得克萨斯州的旅程》（A Journey Through Texas，1857年）和《1853-4年冬季偏远地区的旅程》（A Journey in the Back Country in the Winter of 1853-4，1860年）。这些作品以生动的第一人称视角呈现。在英格兰出版商的建议下，又一本名为《棉花王国的旅程与探索》（Journeys and Explorations in the Cotton Kingdom，1861年）在英格兰当地出版，当时美国南北战争也开展了6个月。在这之后，奥姆斯德写了一个新的介绍（名为“当前危机”）。他对奴隶制对南部各州的经济和社会状况的影响表达了自己的意见：
我自己对奴隶国人民的真实状况的观察给了我……一种印象，就是以某种方式来垄断棉花的弊大于利；尽管我对所见内容的书面叙述无意对此加以说明，但在对本出版物进行回顾时，我发现印象已成为一种信念。
奥姆斯德认为，奴隶制使奴隶制国家的效率低下（比如弗吉尼亚州的劳动量是北部的4倍），在经济和社会上均处于落后状态。他也认为只有不超过8,000个大型种植园的园主和与纽约市警察的生活水平差不多的群体正享有奴隶制的利润；但与北方工人一样富裕的自由白人男子相比，其所占的比例很小。奴隶制意味着“南方社区改善状况的男性比例，远低于任何的北方社区；同时土地的自然资源则奇怪地不被利用，或被用于贫困经济方面”。他也认为，南部白人中产阶级的缺乏和下层白人的普遍贫困，阻止了许多北部居民设施的发展。
整个棉花国的公民都是贫穷的。他们几乎没有工作，也只有很糟糕或少量工作。他们赚不到钱，他们卖得很少。他们买得很少，而文明生活的共同慰藉却很少。他们的贫穷不仅仅是物质上的；也是知识上的，也是道德上的……他们既不富有也不好客，他们的言论也显得不胆大妄为。
在欧洲和南方旅行期间，奥姆斯德曾担任《普特南杂志》的编辑两年，同时也是迪克斯和爱德华兹公司的代理人，直到该公司因为1857年经济衰退破产。奥姆斯德也曾为于1865年成立的杂志 《国家》提供财务支持，并偶尔为该杂志撰稿。

### 纽约市中央公园

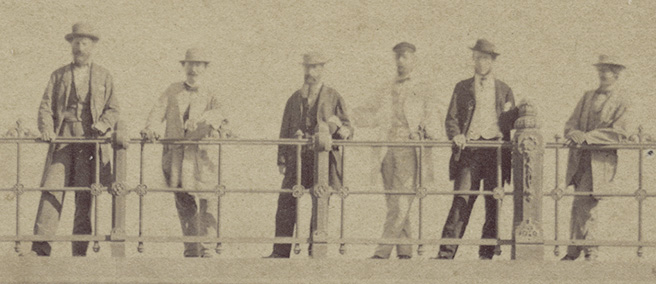
1962年于纽约中央公园的威洛德尔拱门所拍摄的团体照片。建设团队靠在铁桥的通道边，从右起分别是弗雷德里克·奥姆斯德, 雅各布·赖·莫尔德, 伊格纳兹·安东·皮拉特, 卡尔弗特·沃克斯, 乔治·沃林和安德鲁·哈斯韦尔·格林

纽约市中央公園的建设最开始是由一名来自紐堡市，名为安德鲁·杰克逊·唐宁的景观设计师，在他出版的《园艺家》杂志所提出。唐宁也是奥姆斯德的朋友及导师，他在和奥姆斯德介绍了来自英国的建筑师卡尔弗特·沃克斯后，便打算让卡尔弗特以他的建筑合作伙伴的身份参与设计竞赛。为此唐宁特地将他从英国带到了美国，不过唐宁于1852年7月，搭乘一艘名为亨利·克莱号的汽船渡过哈德逊河时，该艘汽船遇上火灾而不幸在大火中去世。这使得之后的设计竟竞赛中只有奥姆斯德和卡尔弗特一同参加，并于埃格伯特·卢多维科斯·维耶尔等人竞争。沃克斯让经验不足的奥姆斯德与他一起参加设计，因他对奥姆斯德所提出的理论和政治联系感到印象深刻。在这之前奥姆斯德从未参加过景观设计的项目。他们的「草坪計劃」在1858年被当局宣布为获奖设计。在奥姆斯德回到南方后，他便开始着手执行他们的计划。奥姆斯德和沃克斯也在1865年至1873年期间携手合作设计了布鲁克林的展望公园。而在接下来还有数个项目，但是沃克斯却处于奥姆斯德的公众辨识度及社会关系之下。

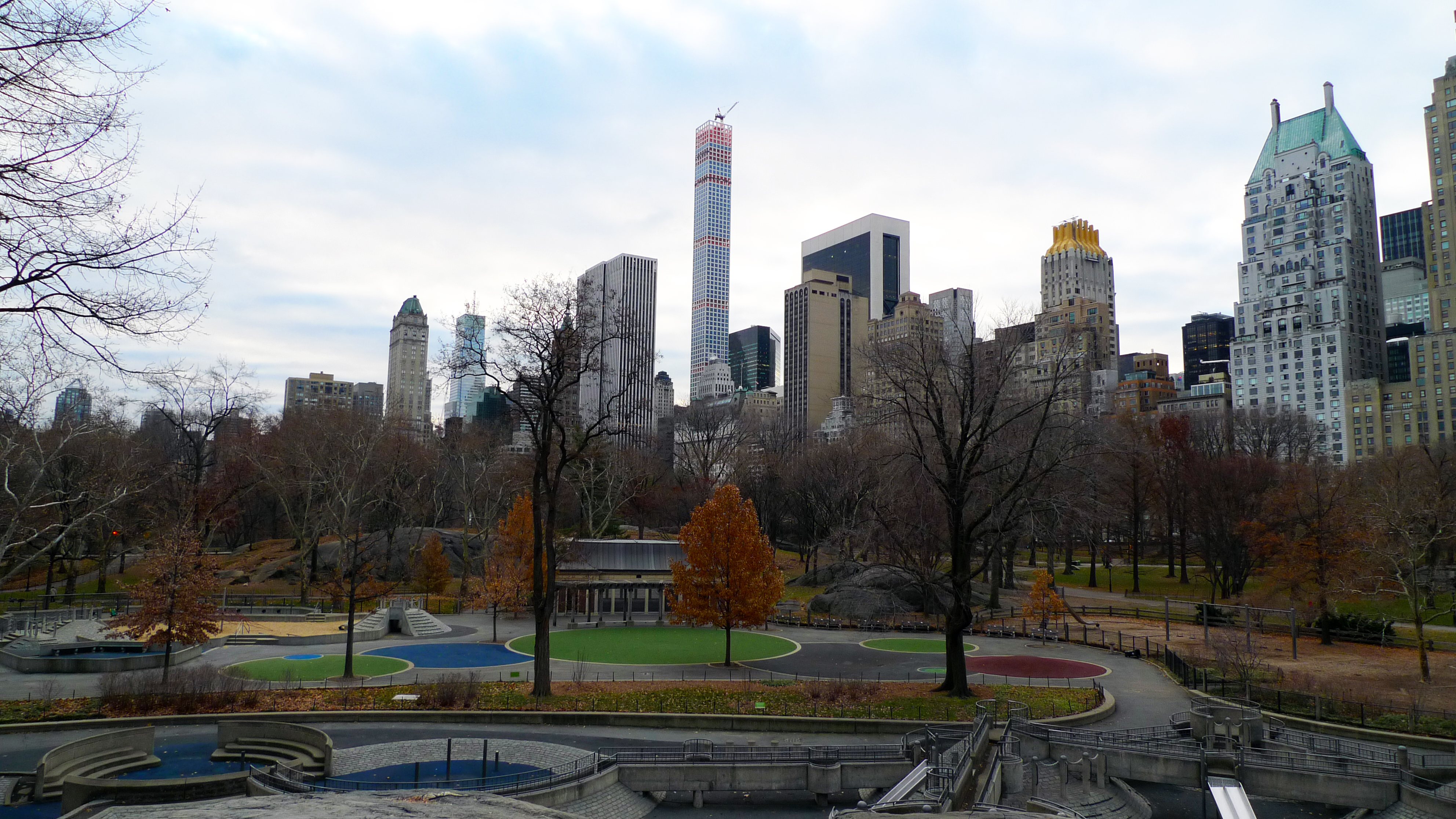
奥姆斯德和沃克斯自1863年开始以“景观设计师”的名称自居，以用来描述他们的工作性质是为城市的公园系统进行规划

中央公园的设计体现了奥姆斯德的社会意识和对平等理想的决心。奥姆斯德在受到唐宁，和其对英格兰，中国和美国南部社会阶层的观察的影响下，认为一个共同的绿色空间必须始终对所有公民平等地开放，并应防止被私人利益侵害。这个原则便产生了现今社会之“公共公园”的概念，但在当时社会则不认为需要建设一个公共的公园。奥姆斯德在担任中央公园专员期间便为维护这一原则而不断努力。

### 卫生委员会领导人
1861年，奥姆斯德辞去中央公园的董事来到了华盛顿特区，担任美国卫生委员会的行政秘书，这个组织也是红十字会的前身。在美国内战期间他趋向于援助伤者。1862年在联合将军乔治·B·麦克莱伦的半岛会战期间，奥姆斯德便带着伤者们搭船渡过帕蒙基河，到新肯特縣的白宫种植园为他们处理伤口。奥姆斯德也是一个名为纽约联盟俱乐部的家庭组织的6位创始成员之一。他同时也为纽约市的美国有色军人部队下的3名非洲裔美国人招募成员和收集装备；还为美国卫生委员会举行了一场义卖会，并筹集到了一百万美元的资金。
奥姆斯德不知劳累地为卫生委员会工作，直到他精疲力尽为止。这是因为他想要保持对卫生委员会各项工作的控制决定权，并拒绝让其他人代理，而他自己也有很强的控制权力欲望。1863年1月时他的一位朋友曾写道：“奥姆斯德处于一种不快乐，生病，疼痛的精神状态……他整日像狗一样工作，几乎整夜都在坐着……稳健地工作，做到凌晨四点为止，才穿着睡衣在沙发上睡着，早餐起来后吃的只是浓稠的咖啡和泡菜。他过劳加上睡眠不足是他的状态一直很烦躁，进而导致了身边和他共事的人的不满。奥姆斯德自己在那时生病并感觉到精疲力尽，使他失去了领导人对他的支持，最终于1863年9月1日停职。然而在一个月之内，他有继续他的旅途到了加利福尼亚州。

### 加州金矿开采项目
1863年，奥姆斯德向西发展事业，并成为了加利福尼亚州内华达山脉（Sierra Nevada）区域一家新成立的金矿公司经理，该公司则名为兰乔拉斯马里波萨斯-马里波萨。同年1月，约翰·弗里蒙特将矿场出售给纽约的银行家莫里斯·凯彻姆，然而该矿场的运营却因为种种因素而不成功，最终于1865年破产关闭，奥姆斯德只能回到纽约，那些资产则卖给了一名警长。

### 美国公园设计家
1865年，奥姆斯德和沃克斯成立了联营公司，当奥姆斯德回到纽约后，他便和沃克斯设计了布鲁克林的展望公园；芝加哥郊区的里弗賽德公园；水牛城的公园系统；威斯康星州密尔沃基的大项链公园；和尼亚加拉瀑布的尼亚加拉保留地。奥姆斯德不仅在全美国范围内设立了许多城市公园，而且还构思了公园附属的整个系统，并通过公园通道将城市和绿色空间相互衔接。其中奥姆斯德最大的设计项目为为水牛城设计一套公园系统，密尔沃基和路易維爾的公园系统也由他所设计。

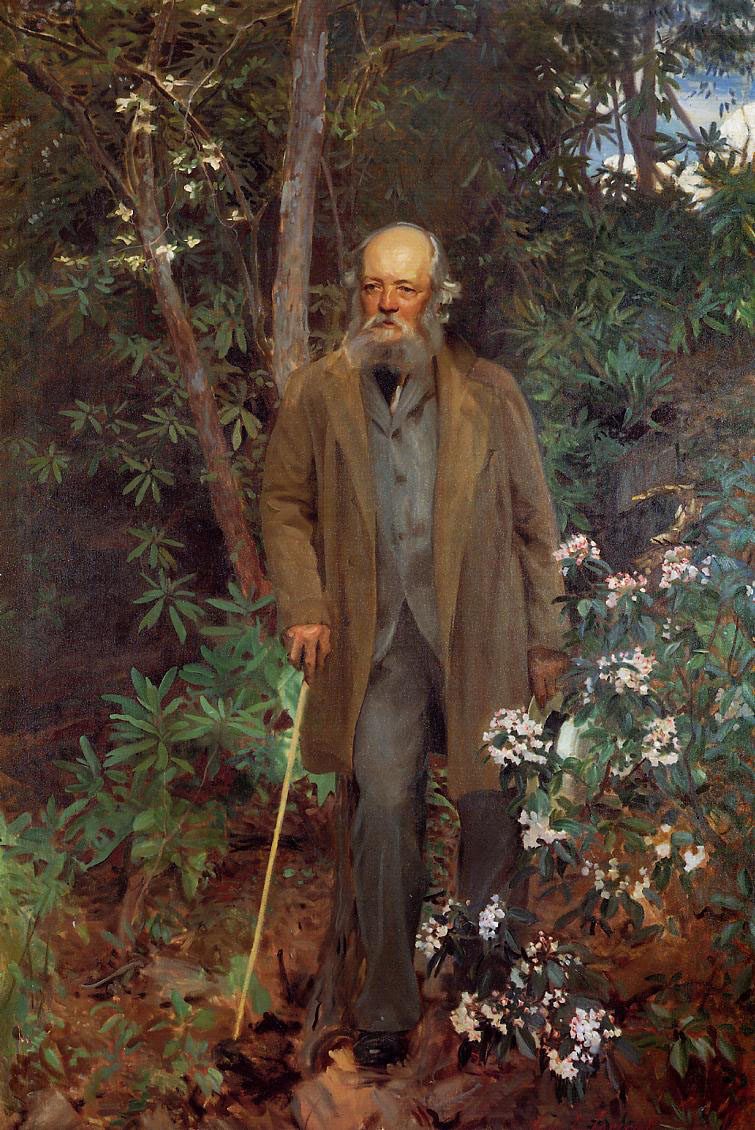
弗雷德里克·奥姆斯德的油画像，由约翰·辛格·萨金特于1895年在北卡罗来纳州阿什维尔的比特摩爾莊園所画

奥姆斯德也经常与建筑师亨利·霍布森·理查森合作，并为他设计了6个项目的美化方案，其中一个便是理查森受政府要求设计的水牛城州立监狱。奥姆斯德也在1871年为波啟浦夕的哈德逊河州立疯人院设计了相关场地。

### 环保主义者
奥姆斯德是早期美国保育運動的其中一名著名领袖。其中对加利福尼亚了解的他便通过参议员约翰·康尼斯，要求将约塞米蒂谷和马里波萨大树林（Mariposa Big Tree Grove）列为公共保留地。这也是第一个通过美国国会设立的公共保留土地。奥姆斯德之后在该保留地担任一年的委员会成员，并在1865年向国会提交一份报告书，即该委员会希望可以继续保留这些保留地并为后代所使用。他形容保留地的景观是“崇高”和“庄严”的，并认为一个景观的价值不是在于它本身的瀑布，悬崖或树木，而在于其构造出来的大自然美景。
在1880年代，他积极地争取保留尼亚加拉瀑布的自然景色，因当地在兴建发电厂后会迎来快速的工业化，所以可能对景区造成生态威胁。同时他也向各界推广一项保护纽约州北部的阿第倫達克山脈的运动。 他也是1898年美国景观设计师协会的创始人之一。奥姆斯德也以环保主义为由拒绝了一些新的公园项目，其中包括1891年密歇根州馬凱特的普雷斯克岛公园发展项目，因为他认为当地不应受到人造物体的侵略。

### 晚年生活和遗产
为了表彰他在内战期间的贡献，奥姆斯德于1888年5月2日获选为美国忠诚军团军事令（MOLLUS）组织，马萨诸塞州指挥官下的三等成员，编号则为6345，他也是组织内少数和军官毫无关系，却可以入选的平民。1891年，他通过他的祖父本杰明·奥姆斯德的后裔，加入了美国革命之子组织下的的康涅狄格学会，他的祖父曾于1775年在康涅狄格州的第四军团服役。1895年，奥姆斯德因患上失智症而不得不退休。到了1898年，他搬到了麻省貝爾蒙的麦克莱恩医院安享晚年，直到1903年去世，而他在住院期间提出的设计也不获采纳。他的遗体之后被埋葬于康涅狄格州哈特福的老北公墓。奥姆斯德去世后，他的儿子约翰查尔斯和小弗雷德里克继承了他的事业和公司，并以奥姆斯德兄弟作为品牌，并一直延续到了1980年。也因此在今日也有许多奥姆斯德儿子的作品被误认为是奥姆斯德兄弟的著作。其中包括1905年奥姆斯德兄弟公司为缅因州波特兰制定的公园系统规划，在原有公园之间建立了一系列联外道路和对这些公园进行改善美化。在这些公园之中，真正由城市工程师威廉·古德温于1879年设计的“Deering Oaks” 就时常被大众认为是由奥姆斯德所设计的。奥姆斯德友人，也是一名工程师丹尼尔·伯纳姆所提供的的引用句则可以被视为奥姆斯德的墓誌銘。伯纳姆于1893年3月时曾这样表示“他在湖泊和树木繁茂的山坡上作画；在草坪、河岸和被森林覆盖的山丘上作画；在山坡上和海景下……"
哈特福德大學的一座住宅楼便以他的名字命名。奥姆斯德点则是以他和他的儿子弗雷德里克共同命名。

### 引用
- Beveridge, Charles E; Paul Rocheleau. . New York, New York: Universe Publishing. October 1998. ISBN 0-7893-0228-4.
- . Asheville, North Carolina: The Biltmore Company. 2003.
- Kalfus, Melvin. . The American Social Experience. NYU Press. 1991  [2019-04-28]. ISBN 978-0-8147-4618-9.
- Hall, Lee. . Boston, MA: Bullfinch Press. 1995. ISBN 0-8212-1998-7.
- Roper, Laura Wood. FLO, a biography of Frederick Law Olmsted (1973) online edition （页面存档备份，存于）
- Rosenzweig, Roy & Blackmar, Elizabeth. . Cornell University Press. 1992. ISBN 0-8014-9751-5.
- Rybczynski, Witold. . New York, New York: Scribner. June 1999. ISBN 0-684-82463-9.
- Schlesinger, Sr., Arthur M. "Was Olmsted an Unbiased Critic of the South?" Journal of Negro History, (1952), 37#2 pp. 173–187 in JSTOR （页面存档备份，存于）
- Sears, Stephen W.（英语：Stephen W. Sears）, To the Gates of Richmond: the Peninsula Campaign (1992) Ticknor and Fields, New York, NY ISBN 0-89919-790-6
- Wilson, Edmund（英语：Edmund Wilson）,  Patriotic gore; studies in the literature of the American Civil War, New York, Oxford University Press, 1962. Cf. Chapter VI on Northerners in the South: Frederick L. Olmsted.

#### 第一手来源
- Beveridge, Charles E., ed., Lauren Meier, ed., and Irene Mills, ed., Frederick Law Olmsted: Plans and Views of Public Parks. Baltimore: Johns Hopkins University Press, 2015. xvi, 429 pp.
- Olmsted, Frederick Law. . 1856. Available online from the Internet Archive.
- Olmsted, Frederick Law. . 1857. Available online （页面存档备份，存于） from the University of North Texas.
- Olmsted, Frederick Law. . 1861. Available online from the Internet Archive.
- Olmsted, Frederick Law. . 1861–1863. Available online from the Internet Archive.
- Olmsted, Frederick Law. "The Yosemite Valley and the Mariposa Big Tree Grove" (1865) the National Park Service （页面存档备份，存于）
- Robert Twombly, ed. (2010): "Frederick Law Olmsted: Essential Texts", WW Norton & Company, New York.

### 史学
- Muccigrosso, Robert ed., Research Guide to American Historical Biography (1988) 5:2666-74